# 李孝石
李 孝石（イ・ヒョソク、1907年2月23日 - 1942年5月25日）は朝鮮の小説家。本貫は全州。号は可山。兪鎮午に「小説の形式で詩を吟じた作家」と評され、郷土の美しさを詩のような流れる文筆で描いた。その代表作が『ソバの花咲く頃（메밀 꽃 필 무렵）』である。

## 略歴
1907年2月23日、江原道平昌郡蓬坪面倉洞2区南安洞681番地に1男3女の長男として生まれる。父の李始厚は漢城師範学校出身で、京城で教鞭を執っていた。母、康洪敬は珍富の聖潔教会の功労者として知られていた。父の仕事のため、一時京城に住むも、5歳のときに再び故郷に戻り、私塾で漢学を学んだ。非常に物覚えのよい李は村人から神童と呼ばれるほどであった。6歳になると平昌に出て、江陵金家に下宿しながら平昌普通学校に通った。その後、京城第一高等普通学校（現・京畿高等学校）、京城帝国大学予科を経て、京城帝国大学法文学部英文科に進んだ。李が物書きを始めたのは京城帝大予科に在籍していた頃からだ。その頃、朝鮮人学生会「文友会」に加わり、「文友会」の機関紙『文友』と、予科の学生会誌『清涼』に詩を発表した。文壇に登場したのは『朝鮮之光』に掲載した短編小説「都市と幽霊」からである。実は、京城高普時代から匿名で作品を出しては原稿料を稼ぐ、文才豊かな青年であった。そうした原稿料はほとんど酒代に消えてしまったそうである。京城高普の1年先輩になる兪鎮午とも親しくなり、文壇でも華やかな存在であった。
　若くして文壇で華やかな成功を収めた李であったが、京城帝大卒業後、不幸の時代が訪れる。京城帝大を卒業して1,2年仕事がなく、中学校時代の師に職の斡旋を頼んだところ、総督府警務局検閲係の紹介を受けた。旧師の紹介であったために悩んだ末、就職したが、李を知る者達は彼を裏切り者と糾弾するようになる。祖国の敵である日帝当局に協力する者は当時の人々にとって憎悪の対象であり、李にしても本意ではなかった。結局、1ヶ月ほどで妻の実家である咸鏡道の鏡城に引きこもった。鏡城農業学校で教鞭を執る傍ら、郷土を舞台にした小説を書き始める。1934年に平壌の崇実専門学校に赴任してから、本格的に執筆活動に取り組んだ。1936年に書かれた『ソバの花咲く頃』は李の代表作となる。1942年5月、病に倒れ、その月25日午後7時30分、息を引き取った。

## 年譜
- 1907年2月23日、江原道平昌郡蓬坪面倉洞2区南安洞681番地に生まれる。
- 1910年、父の仕事のため、京城に移る。
- 1912年、故郷に戻る。私塾に通い漢学を学ぶ。
- 1913年、平昌普通学校に入学。江陵金家に下宿。
- 1919年、平昌普通学校を卒業。
- 1920年、京城第一高等普通学校に入学。
- 1925年、京城第一高等普通学校を卒業。
- 1925年、京城帝国大学予科に入学。予科の朝鮮人学生会「文友会」に加わる。
- 1927年、京城帝国大学法文学部英文科に進学。
- 1930年、京城帝国大学を卒業。鍾路区寿松町に下宿。
- 1931年、李敬媛と結婚。
- 1931年、1ヶ月ほど朝鮮総督府警務局検閲関係に勤める。
- 1931年、妻の実家である咸鏡道鏡城に移り、鏡城農業学校で教鞭を執る。
- 1932年、長女、奈美が生まれる。
- 1934年、平壌の崇実専門学校の教授に赴任。
- 1935年、次女、瑠美が生まれる。
- 1937年、長男、禹鉉が生まれる。
- 1940年、妻、李敬媛が死亡。失意の中、満州、中国を旅行する。
- 1942年5月3日、病で倒れる。
- 1942年5月25日、午後7時30分、自宅にて逝去。

## 代表作品一覧

### 短編
- 『都市と幽霊』（1928年）
- 『奇遇』（1929年）
- 『行進曲』（1929年）
- 『暇な一日』（1930年）
- 『弱領期』（1930年）
- 『書店に映える都市の一面相』（1930年）
- 『ロシア領近海』（1931年）
- 『北国通信』（1931年）
- 『初雪』（1931年）
- 『プレリュード』（1932年）
- 『オリオンと林檎』（1932年）
- 『北国点景』（1932年）
- 『豚』（1933年）
- 『コック』（1933年）
- 『秋と抒情』（1933年）
- 『聖樹賦』（1935年）
- 『聖画』（1936年）
- 『粉女』（1936年）
- 『山』（1936年）
- 『～等』（1936年）
- 『ソバの花咲く頃』（1936年）
- 『柘榴』（1936年）
- 『天使と散文詩』（1936年）
- 『朱乙の地峡』（1937年）
- 『聖餐』（1937年）
- 『ゲサルグ』（1937年）
- 『蔷薇が病む』（1938年）
- 『秋と山羊』（1938年）
- 『ひまわり』（1938年）
- 『コリの牧歌』（1938年）
- 『山精』（1939年）
- 『皇帝』（1939年）
- 『歴史』（1939年）
- 『碧空無限』（1940年）
- 『蒼空』（1940年）
- 『北京好日』（1940年）
- 『山峡』（1941年）
- 『愛の版図』（1941年）
- 『プルイプ』（1942年）
- 『日曜日』（1942年）
- 『青ブドウ思想』（1942年）

## 日本語で読める作品
- 申建訳「豚」『朝鮮小説代表作集』教材社、1940年
- 訳者不明「ほのかな光」『文芸』8巻7号、1940年
- 大林益夫/長璋吉/三枝壽勝編訳「そばの花咲く頃」『朝鮮短篇小説選　（下）』岩波文庫、1984年
- 安宇植訳「薔薇が病む」『集英社ギャラリー世界の文学20 中国・アジア・アフリカ』集英社、1991年
- ONE KOREA 翻訳委員会編「そばの花の咲く頃」『そばの花の咲く頃 日帝時代民族文学対訳選』新幹社、1995年
- ONE KOREA 翻訳委員会編「粉女」『そばの花の咲く頃 日帝時代民族文学対訳選』新幹社、1995年
- 波田野節子訳「都市と幽霊」『朝鮮近代文学選集』平凡社、2006年